# Steve Penny
Steve Penny (nacido en 1964) es un empresario y administrador deportivo estadounidense. Penny fue presidente y director ejecutivo de USA Gymnastics desde el 4 de abril de 2005 hasta el 16 de marzo de 2017, y es una figura clave en el escándalo de abuso sexual de USA Gymnastics.
Penny renunció a USA Gymnastics el 16 de marzo de 2017., posteriormente en medio del escándalo de abuso sexual de la entidad que dirigió, fue llamado a declarar ante el Congreso de Estados Unidos en junio de 2018; allí invocó sus derechos de la quinta enmienda para evitar responder preguntas, lo que provocó un grito de "¡vergüenza!" por parte de un espectador. El 17 de octubre de 2018 fue arrestado.